# Kornelij Gorup
Kornelij Gorup pl. Slavinski, slovenski gospodarstvenik, * 12. september 1868, Kamnik, † 8. julij 1952, Trst.
Rodil se je v družini Josipa Gorupa. Pripadal je družini tržaških poslovnežev. Z vodenjem družinskega premoženja je sodeloval pri dograjevanju slovenskega bančnega sistema v Ljubljani in Trstu. Deloval je pri upravljanju Tržaške posojilnice in hranilnice. Bil je tudi častni konzul kraljevine Srbije v Trstu. Leta 1903 je prejel plemiški naslov plemeniti Slavinski (po Slavini pri Postojni, od koder je bil njegov oče).